# Frederik Magle
Frederik Magle est un compositeur, organiste, pianiste et improvisateur danois, né le 17 avril 1977 à Stubbekøbing. Il écrit de la musique classique contemporaine et s'intéresse à la fusion de la musique classique avec d'autres genres. Ses compositions incluent des œuvres orchestrales, des cantates, de la musique de chambre et des œuvres pour soliste (surtout pour orgue), y compris plusieurs compositions commandées par la famille royale de Danemark,.